# Jarace Walker
Jarace Isaiah Walker (Baltimore, Maryland; 4 de septiembre de 2003) es un baloncestista estadounidense que pertenece a la plantilla de los Indiana Pacers de la NBA. Con 2,01 metros de estatura, juega en la posición de ala-pívot.

## Trayectoria deportiva

### Universidad
Tras participar en su época de secundaria en los prestigiosos McDonald's All-American y Nike Hoop Summit, jugó una temporada con los Cougars de la Universidad de Houston, en la que promedió 11,2 puntos, 6,8 rebotes, 1,8 asistencias, 1,3 tapones y 1,0 robos de balón por partido. Fue elegido novato del año de la American Athletic Conference e incluido en el segundo mejor quinteto de la conferencia. Tras esa única temporada se declaró elegible para el draft de la NBA.

#### Estadísticas
| Año     | Equipo  | PJ | PT | MPP  | %TC  | %3P  | %TL  | RPP | APP | ROB | TPP | PPP  |
| ------- | ------- | -- | -- | ---- | ---- | ---- | ---- | --- | --- | --- | --- | ---- |
| 2022–23 | Houston | 36 | 35 | 27.6 | .465 | .347 | .663 | 6.8 | 1.8 | 1.0 | 1.3 | 11.2 |

### Profesional
Fue elegido en la octava posición del Draft de la NBA de 2023 por los Washington Wizards, pero fue traspasado a los Indiana Pacers junto con dos futuras selecciones de segunda ronda a cambio de los derechos de draft de Bilal Coulibaly.

## Estadísticas de su carrera en la NBA

### Temporada regular
| Año     | Equipo  | PJ  | PT | MPP  | %TC  | %3P  | %TL  | RPP | APP | ROB | TPP | PPP |
| ------- | ------- | --- | -- | ---- | ---- | ---- | ---- | --- | --- | --- | --- | --- |
| 2023–24 | Indiana | 33  | 0  | 10.3 | .409 | .400 | .889 | 1.9 | 1.2 | .5  | .3  | 3.6 |
| 2024–25 | Indiana | 75  | 5  | 15.8 | .472 | .405 | .667 | 3.1 | 1.5 | .7  | .3  | 6.1 |
| Total   | Total   | 108 | 5  | 14.1 | .457 | .404 | .692 | 2.7 | 1.4 | .6  | .3  | 5.4 |

### Playoffs
| Año   | Equipo  | PJ | PT | MPP | %TC  | %3P  | %TL  | RPP | APP | ROB | TPP | PPP |
| ----- | ------- | -- | -- | --- | ---- | ---- | ---- | --- | --- | --- | --- | --- |
| 2024  | Indiana | 9  | 0  | 3.4 | .300 | .000 | .667 | .4  | .4  | .2  | .1  | .9  |
| 2025  | Indiana | 12 | 0  | 9.8 | .382 | .400 | .500 | 1.8 | .7  | .2  | .2  | 3.0 |
| Total | Total   | 21 | 0  | 7.0 | .364 | .348 | .571 | 1.2 | .6  | .2  | .1  | 2.1 |